# 第2次ウラジーミル・プーチン内閣
第2次ウラジーミル・プーチン内閣（Второе правительство Путина）は、2008年ロシア大統領選挙後のロシア連邦の政府。大統領に就任したドミートリー・メドヴェージェフによって2008年5月、首相に任命されたウラジーミル・プーチンによってヴィクトル・ズプコフ内閣を引き継いで組閣され、2012年5月21日まで存続した。

## 閣僚
| 職名                           | 氏名 | 氏名                               | 就任日         | 退任日         | 備考                                                               |
| ------------------------------ | ---- | ---------------------------------- | -------------- | -------------- | ------------------------------------------------------------------ |
| 首相                           |      | ウラジーミル・プーチン             | 2008年5月8日   | 2012年5月21日  |                                                                    |
| 内相                           |      | ラシド・ヌルガリエフ               | 2008年5月8日   | 2012年5月21日  |                                                                    |
| 第一副首相                     |      | ヴィクトル・ズプコフ               | 2008年5月8日   | 2012年5月21日  |                                                                    |
| 第一副首相                     |      | イーゴリ・シュワロフ               | 2008年5月8日   | 2012年5月21日  |                                                                    |
| 副首相                         |      | アレクサンドル・ジューコフ         | 2008年5月8日   | 2011年12月20日 |                                                                    |
| 副首相                         |      | ウラジスラフ・スルコフ             | 2011年12月27日 | 2012年5月21日  |                                                                    |
| 副首相                         |      | セルゲイ・イワノフ                 | 2008年5月8日   | 2011年12月22日 | 大統領府長官就任のため退任                                         |
| 副首相                         |      | ドミトリー・ロゴージン             | 2011年12月22日 | 2012年5月21日  |                                                                    |
| 副首相                         |      | イーゴリ・セーチン                 | 2008年5月8日   | 2012年5月21日  |                                                                    |
| 副首相                         |      | ドミトリー・コザク                 | 2008年10月14日 | 2012年5月21日  | ソチオリンピック専任                                               |
| 副首相兼内閣官房長官           |      | セルゲイ・ソビャーニン             | 2008年5月8日   | 2010年10月21日 | モスクワ市長就任のため退任                                         |
| 副首相兼内閣官房長官           |      | ヴャチェスラフ・ヴォロージン       | 2010年10月21日 | 2011年12月27日 |                                                                    |
| 副首相兼内閣官房長官           |      | アントン・ヴァイノ                 | 2011年12月27日 | 2012年5月21日  |                                                                    |
| 財務相                         |      | アレクセイ・クドリン（副首相兼務） | 2008年5月8日   | 2011年9月26日  | 2012年ロシア大統領選挙、タンデム体制、財政政策等をめぐる対立で辞任 |
| 財務相                         |      | アントン・シルアノフ（財務相代行） | 2011年9月27日  | 2012年5月21日  |                                                                    |
| 非常事態相                     |      | セルゲイ・ショイグ                 | 2008年5月8日   | 2012年5月21日  |                                                                    |
| 外相                           |      | セルゲイ・ラヴロフ                 | 2008年5月8日   | 2012年5月21日  |                                                                    |
| 国防相                         |      | アナトーリー・セルジュコフ         | 2008年5月8日   | 2012年5月21日  |                                                                    |
| 法相                           |      | アレクサンドル・コノヴァロフ       | 2008年5月8日   | 2012年5月21日  |                                                                    |
| 保健・社会開発相               |      | タチアナ・ゴリコワ                 | 2008年5月8日   | 2012年5月21日  |                                                                    |
| 教育・科学相                   |      | アンドレイ・フルセンコ             | 2008年5月8日   | 2012年5月21日  |                                                                    |
| 文化相                         |      | アレクサンドル・アヴデーエフ       | 2008年5月8日   | 2012年5月21日  |                                                                    |
| 天然資源・環境相               |      | ユーリ・トルトネフ                 | 2008年5月8日   | 2012年5月21日  |                                                                    |
| 産業貿易相                     |      | ヴィクトル・フリステンコ           | 2008年5月8日   | 2012年1月31日  | ユーラシア経済委員会事務局長に就任のため退任                       |
| 産業貿易相                     |      | デニス・マントゥロフ               | 2012年2月1日   | 2012年5月21日  |                                                                    |
| 地域開発相                     |      | ドミトリー・コザク                 | 2008年5月8日   | 2008年10月14日 | 副首相就任のため退任                                               |
| 地域開発相                     |      | ヴィクトル・バサルギン             | 2008年10月14日 | 2012年5月21日  |                                                                    |
| 通信・マスコミュニケーション相 |      | イーゴリ・シチョーゴレフ           | 2008年5月8日   | 2012年5月21日  |                                                                    |
| 農相                           |      | アレクセイ・ゴルデーエフ           | 2008年5月8日   | 2009年3月12日  | ヴォロネジ州知事就任のため退任                                     |
| 農相                           |      | エレーナ・スクルィーニク           | 2009年3月12日  | 2012年5月21日  |                                                                    |
| スポーツ・観光・青年政策担当相 |      | ヴィタリー・ムトコ                 | 2008年5月8日   | 2012年5月21日  |                                                                    |
| 運輸相                         |      | イーゴリ・レヴィチン               | 2008年5月8日   | 2012年5月21日  |                                                                    |
| 経済発展相                     |      | エリヴィラ・ナビウリナ             | 2008年5月8日   | 2012年5月21日  |                                                                    |
| エネルギー相                   |      | セルゲイ・シマトコ                 | 2008年5月8日   | 2012年5月21日  |                                                                    |